# Mykwa w Brańsku
Mykwa w Brańsku – znajduje się przy obecnej ulicy Senatorskiej i została zbudowana w II połowie XIX wieku. W 1959 roku przebudowano ją na łaźnię miejską, obecnie obiekt jest nieużytkowany.